# The Early Years (album Deep Purple)
 The Early Years – album kompilacyjny zespołu Deep Purple wydany w roku 2004. Materiał muzyczny to utwory wydane w latach 1968-1969 oraz niewydane nigdy wcześniej utwory zmiksowane i remiksy z tego samego okresu.

## Lista utworów
| 1.  | "And the Address" (Remix) (Blackmore/Lord)                    | 4:33    |
|     |                                                               |         |
| 2.  | "Hush" (Monitor Mix) (Joe South)                              | 4:11    |
|     |                                                               |         |
| 3.  | "Mandrake Root" (Blackmore/Evans/Lord)                        | 6:09    |
|     |                                                               |         |
| 4.  | "I'm So Glad" (Remix) (Skip James)                            | 7:07    |
|     |                                                               |         |
| 5.  | "Hey Joe" (Remix) (Billy Roberts)                             | 7:13    |
|     |                                                               |         |
| 6.  | "Kentucky Woman" (alternate take) (Neil Diamond)              | 5:30    |
|     |                                                               |         |
| 7.  | "Listen, Learn Read On" (Blackmore/Evans/Lord/Paice)          | 4:01    |
|     |                                                               |         |
| 8.  | "The Shield" (Blackmore/Evans/Lord)                           | 6:03    |
|     |                                                               |         |
| 9.  | "Wring That Neck" (BBC Session) (Blackmore/Lord/Simper/Paice) | 4:40    |
|     |                                                               |         |
| 10. | "Anthem" (Evans/Lord)                                         | 6:28    |
|     |                                                               |         |
| 11. | "Bird Has Flown" (Evans/Blackmore/Lord))                      | 5:32    |
|     |                                                               |         |
| 12. | "Blind" (Remix) (Lord)                                        | 5:28    |
|     |                                                               |         |
| 13. | "Why Didn't Rosemary?" (Blackmore/Lord/Evans/Simper/Paice)    | 5:01    |
|     |                                                               |         |
| 14. | "Lalena" (instrumental) (Donovan)                             | 5:09    |
|     |                                                               |         |
|     |                                                               | 1:17:05 |
|     |                                                               |         |

## Twórcy

### Deep Purple
- Ritchie Blackmore – gitara
- Rod Evans – śpiew
- Jon Lord – organy Hammonda, instrumenty klawiszowe, śpiew
- Ian Paice – perkusja
- Nick Simper – gitara basowa, śpiew

### Obsługa techniczna
- Derek Lawrence – producent
- Barry Ainsworth – inżynier dźwięku
- Peter Mew – obróbka cyfrowa i remiks w Abbey Road Studios w Londynie